# Parachaetophiloscia levantina
Parachaetophiloscia levantina is een pissebed uit de familie Philosciidae. De wetenschappelijke naam van de soort is voor het eerst geldig gepubliceerd in 1990 door Cruz & Dalens.